# Festival Gnaoua et Musiques du monde
Le Festival Gnaoua et Musiques du Monde est un festival de musique marocain créé en 1998 afin de mettre en valeur la culture des Gnaoua. Il se tient chaque année au mois de juin dans la ville d’Essaouira, rassemblant des artistes du Maroc et d’ailleurs pour célébrer la diversité musicale, le patrimoine immatériel et les traditions spirituelles gnaouies.

## Présentation
Ce festival, produit par Neila Tazi, s'est donné comme mission centrale de préserver, valoriser et faire rayonner la musique et la culture Gnaoua au Maroc et dans le monde. Permettre aux Maâlems, dépositaires d’une longue tradition musicale et mystique , de monter sur scène aux côtés d’artistes universels et de créer des instants de musique uniques.
Au fil des éditions, le festival a permis des milliers de rencontres entre musiciens provenant de quatre continents. Il a accueilli des millions de mélomanes de tous les âges, de tous les pays et de toutes les cultures,,,.
En parallèle du festival a lieu un forum sur les droits humains.